# Jakob Öqvist
Jakob Öqvist Nörgaard, känd som Jakob Öqvist, född 16 mars 1971 i Jakobsberg i Stockholms län, är en svensk ståuppkomiker, radiopratare och programledare.
Öqvist har medverkat i morgonprogrammet Morronrock med Jonas & Jakob, Vakna med NRJ och Gry Forssell med vänner i Mix Megapol. Han har även synts på på Kanal 5 och The Voice, samt i Stockholm Live på SVT.  Öqvist arbetar även med standup-klubbar och är ståuppare bland annat på Norra Brunn och RAW Comedy Club i Stockholm.

## Bakgrund
Öqvist växte upp i Jakobsberg i Järfälla. Efter att ha spelat teater sedan 11-årsåldern i Runes teatersällskap sökte han och kom in på Södra Latins Teaterlinje, där han gick 1987–1989. Jakob Öqvist träffade där Kristian Almgren och Niclas Ljungqvist och startade efter gymnasiet humorgruppen "Kulingvarning". Almgren och Ljungqvist  omkom i en lägenhetsbrand i Stockholm hösten 1994, 23 år gamla. Därefter har Öqvist vidareutbildat sig inom teatern bland annat i Impro, Commedia dell'arte och Mask och arbetat som skådespelare på heltid sedan 1995.  
Öqvist har spelat teater i olika sammanhang, bland annat skolföreställningen "Livet Leker" som turnerade i Sveriges gymnasieskolor 1995–1997 med Teater Kulingvarning. Sommaren 2005 spelade Öqvist sommarteater på Fjäderholmsteatern i föreställningen "Inte utan min hund" med bland andra Olle Sarri, Anna Littorin och Johan Svangren. Öqvist medverkade även i filmen Varannan vecka med Felix Herngren och Cecilia Frode i huvudrollerna.  
Han har som tonåring tävlat i lambada-SM, där han kom trea. 

## Standup
började med standup runt år 2000, då han gick en utbildning på Dramatiska Institutet i standup för Adde Malmberg och Thomas Oredsson. Han är en av fyra delägare av STOCK (Stockholm Comedy Klubb), som bland annat gjort TV åt SVT (Stockholm Live) och arrangerar galor, klubbar, utbildningar och festivaler som Skrattstock, Svenska Stand up-galan, Bungy Comedy och Standup Star, som hjälpt att driva på standup-utvecklingen i landet. Öqvist har kunnat ses i Standup istället för bio med gratis popcorn!, en måndagsklubb på Boulevardteatern, samt på Norra Brunn och andra standupklubbar runt om i Sverige. Han har också uppträtt på klubben Raw, som sänts som ett TV-program på Kanal 5. Öqvist, tillsammans med alla på STOCK, anordnade Skrattstock, som var norra Europas största standup comedy-festival, i Stockholm. Jakob Öqvist vann våren 2010 sin deltävling av Comedy Fight Club på TV3 där komiker tävlade i humor. Om somrarna har man kunnat se Öqvist på Gröna Lund, där han gjort standup på Gröna Lundsteatern, samt på Fåfängan.
Sedan februari 2011 är han aktuell i standup-klubben Comedy Central LIVE.

## TV och radio
Öqvist var tillsammans med Martin Björk och Izabella Fröberg programledare för det dagliga morgonprogrammet Vakna med NRJ på TV-kanalen Kanal 5 och radiostationen The Voice. Dessa tre programledare sände programmet fram till december 2013 och därefter tog tre andra personer över.
Han har tidigare varit radiopratare i Mix Megapol. Hösten 2004 var han med i Sen kväll med Luuk. Han gör även en röst i Disneyfilmen Bolt där han spelar en stadsduva.
Öqvist har varit skådespelare i TV-programmen Hem till Midgård, Spung, Bank für alle och Nicke och Nilla. Han har spelat teater och har sysslat med teatersport. Han har vunnit en teatersportturnering på restaurangen Engelen i Stockholm och deltagit i svenska mästerskapen i teatersport.
Under våren 2011 medverkade Öqvist i bland annat Fenomen (24 april) och Har du hört den förut? (2 maj). 
Från 2015 till 2020 var Öqvist en av programledarna i Rockklassikers morgonprogram Morronrock. 2019 startade han tillsammans med Jonas Nilsson från Morronrock med Jonas och Jakob podden Off Limits med Jonas & Jakob. Mellan 2020 och 2024 var Jakob en av programledarna i morgonprogrammet Gry Forssell med vänner i Mix Megapol.